# Pałac Bogd-chana
Pałac Bogd-chana (mong. Богд гэгээний ордон) lub inaczej pałac Zimowy – znajdujący się w Ułan Bator dawny pałac ósmego dżebcundampy, a od 1911 także ostatniego chana mongolskiego Bogd-chana – najwyższego religijnego i politycznego przywódcy Mongolii. Obecnie znajduje się tu poświęcone jemu muzeum.

## Historia
Kompleks pałacowy położony jest w południowo-wschodnich regionach Ułan Bator, w dzielnicy Bajandzürch, niedaleko od rzeki Tuul gol oraz góry Bogd uul. Pierwotnie składał się z czterech budynków zbudowanych na rozkaz ósmego dżebcundampy, w których mieszkał wraz z żoną Cendijn Dondogdulam (żyjącą w latach 1874–1923).
Pałac Zimowy jest jedynym pozostałym do dzisiaj pałacem z czterech istniejących pałaców Bogd-chana. Pozostałymi pałacami władcy były: pałac Letni, Biały Pałac i pałac Pandelin, który położony był na lewym brzegu rzeki Tuul. Niektóre z pałaców były również wykorzystywane do celów religijnych.
Jako że pasją Bogd-chana były zwierzęta w pałacu hodowano m.in. słonia, który wykorzystywany był podczas niektórych uroczystości religijnych. Zimą trzymano go w specjalnie ogrzewanym pomieszczeniu, gdzie był doglądany przez trzech lamów.
Po śmierci Bogd-chana w 1924, Rewolucyjny Rząd Ludowy Mongolii zakazał poszukiwania nowej, dziewiątej reinkarnacji dżebcundampy, a pałac stracił na znaczeniu. Znaczna część obiektu została utracona: zniszczona, rozkradziona lub sprzedana na aukcji. Do tej pory z całego zespołu pałacowego pozostała jedynie centralna część. W budynku pałacu Zimowego otwarto Muzeum Narodowe MongoliiMuzeum Narodowe w Mongolii, w 1961 roku przekształcone w Muzeum Pałacu Bogd-chana.

## Kompleks muzealny
W skład zespołu pałacowego wchodzi oprócz samego pałacu Zimowego także kilka pawilonów i siedem świątyń oraz trzy bramy. Pierwszą bramą od strony południowej jest Brama Jampaj, drewniano-ceglana, z wizerunkiem dwóch smoków, które są symbolami władzy, siły i nietykalności. Brama Centralna, zwana inaczej Potrójną Bramą, przeznaczona była dla Bogd-chana i jego otoczenia w trakcie odbywających się tu ceremonii. Na końcu znajduje się Brama triumfalna, nazywana także Bramą Pokoju – symbol zwycięstwa i niezależności od Chin. Zbudowane zostały w latach 1912–1919 przez artystów z różnych stron Mongolii pod kierunkiem architekta Bagdżawa. Po jej bokach znajdują się wysokie maszty na flagi – na prawej wieszano flagę teokratycznego państwa mongolskiego, na lewej zaś żółtą flagę religijną.
Na terenie kompleksu znajdują się obiekty sakralne:
- Świątynia Maharadżów – mieszcząca zbiory mongolskich instrumentów muzycznych, jak również, biżuterii i kamieni szlachetnych,
- Świątynia Apostołów (Najdan) – w niej wierni modlili się o szczęście i długowieczność dla Bogd-chana,
- dwie mniejsze świątynie po bokach Świątyni Apostołów – w jednej znajduje się ekspozycja aplikacji, w drugiej obrazów,
- Główna Świątynia – dawniej do tej świątyni Bogd-chan codziennie przychodził się modlić, obecnie znajduje się w niej ekspozycja rzeźb mongolskich, chińskich i tybetańskich artystów z XVIII i XIX wieku, m.in. dzieła Dzanbadzara,
- dwie mniejsze świątynie po bokach Głównej Świątyni – w jednej z nich mieści się obecnie Wystawa Licznych Bóstw, w drugiej Biblioteka Bogd-chana. Po przekształceniu pałacu w muzeum większość książek religijnych została przeniesiona do Mongolskiej Biblioteki Państwowej.

Budynek Pałacu Zimowego, który powstał jako dar cara Rosji Mikołaja II, zbudowano w latach 1903–1905 według projektu rosyjskich architektów. W pałacu tym Bogd-chan spędzał każdą zimę aż do swej śmierci w 1924. Pokoje chana i jego żony mieściły się na pierwszym piętrze, służący zaś żyli na parterze. W powstałym tu muzeum można podziwiać liczne eksponaty sztuki buddyjskiej, a także rzeczy osobiste chana i jego żony – m.in. meble, naczynia, parasole z pawich piór i żółtego jedwabiu, wspaniałe futra panter śnieżnych, palankin, klejnoty i podarunki, otrzymane niegdyś przez Bogd-chana, a także jego tron, łóżko i parę ceremonialnych butów podarowanych mu przez cara Mikołaja II. W zbiorach obejrzeć można kopię Imperialnej Pieczęci Mongolii. Jest tu także kolekcja wypchanych zwierząt (z prywatnego zwierzyńca Bogd-chana), a także nieco erotycznych rycin. W pałacu można także obejrzeć dwa portrety: jeden Bogd-chana, drugi zaś jego małżonki Dondogdulam. Autorem obu jest Mardzan Szaraw zwany przez Mongołów Żartownisiem. Te, oraz inne jego dzieła przedstawiają z humorem i ironią sceny z życia codziennego Mongołów na przełomie XIX/XX stulecia.
Przy pałacu istniał warsztat artystyczny, w którym pracowało ok. 130 malarzy i rzeźbiarzy. Ich dzieła, mające swój charakterystyczny kształt, zalicza się do tzw. szkoły z Urgi („szkoła z Ich Chüree”).
Kolekcja w muzeum pałacowym liczy ponad 8 000 eksponatów, w tym 72 z nich są uznane przez państwo za takie o wyjątkowym znaczeniu. Od 2002 muzeum jest poddawane ciągłym renowacjom, mającym na celu przywrócić dawny blask kompleksowi pałacowemu. W 2007 dzięki chińskiej pomocy, udało się zrekonstruować stare, zdobione bramy. Muzeum przyjmuje od 19 do 20 tysięcy turystów rocznie, z czego 70–80% stanowią obcokrajowcy.

Brama Centralna
Zielony Pałac
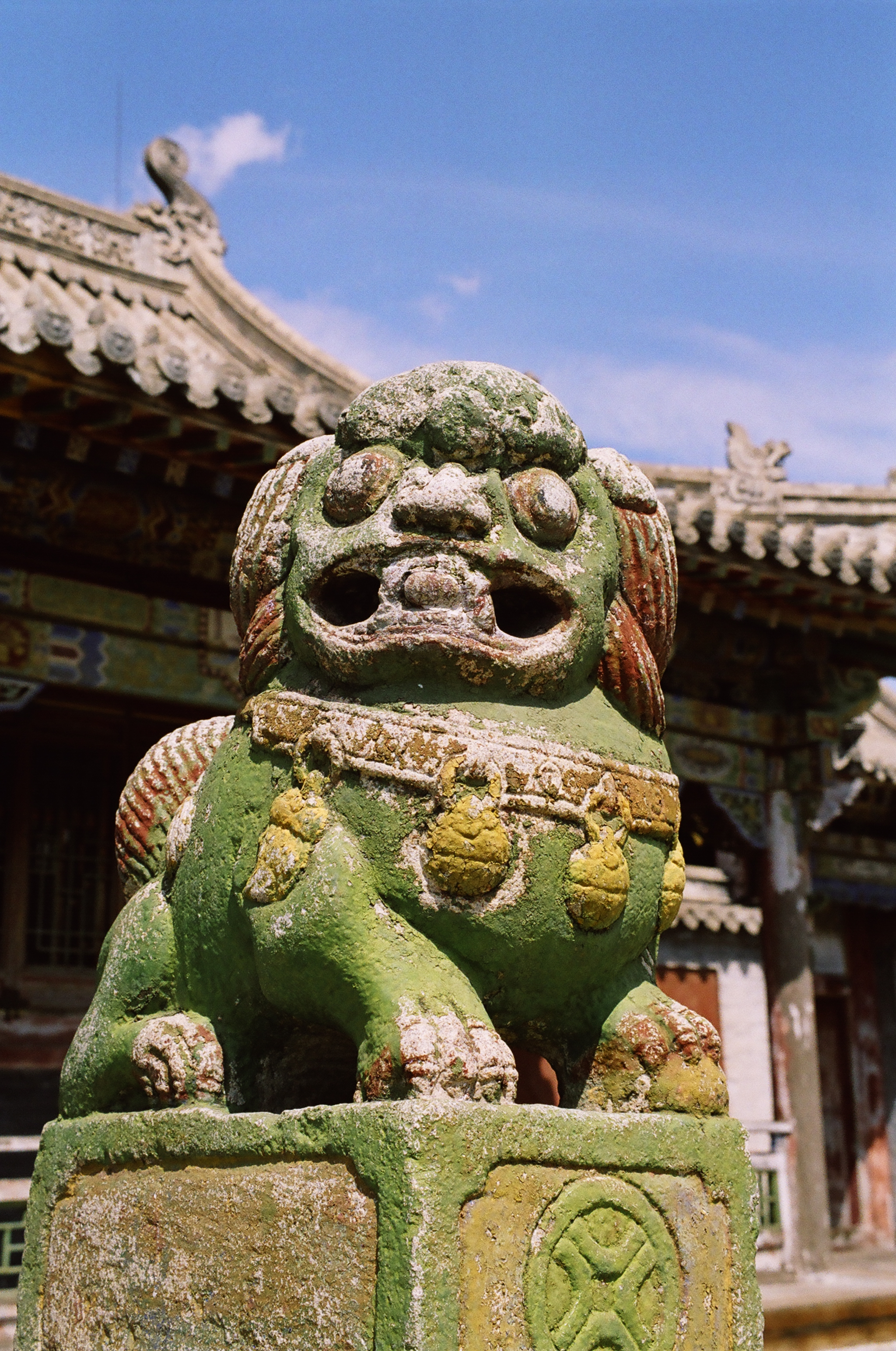
Pomnik lwa
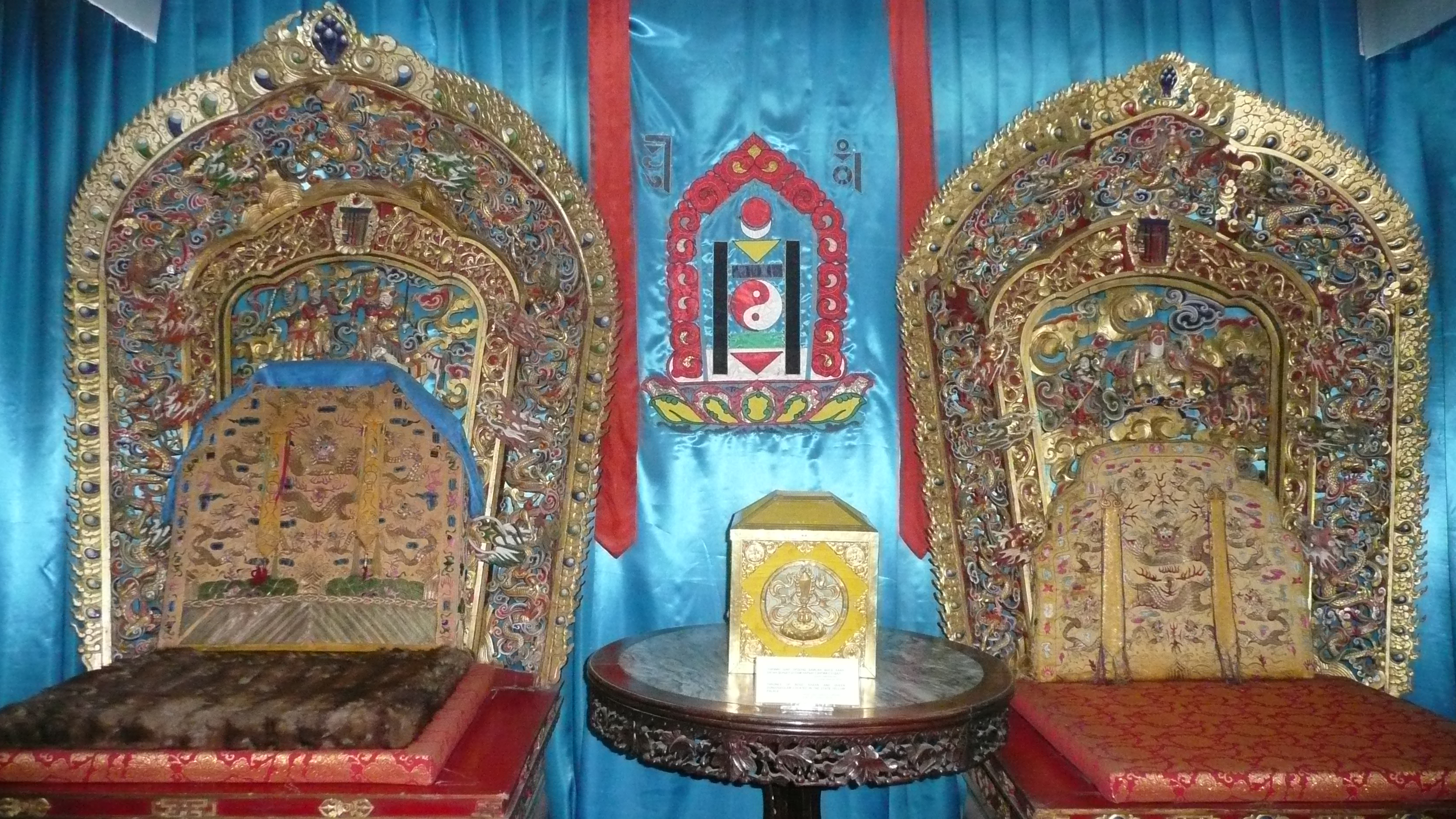
Zdobione trony Bogd-chana
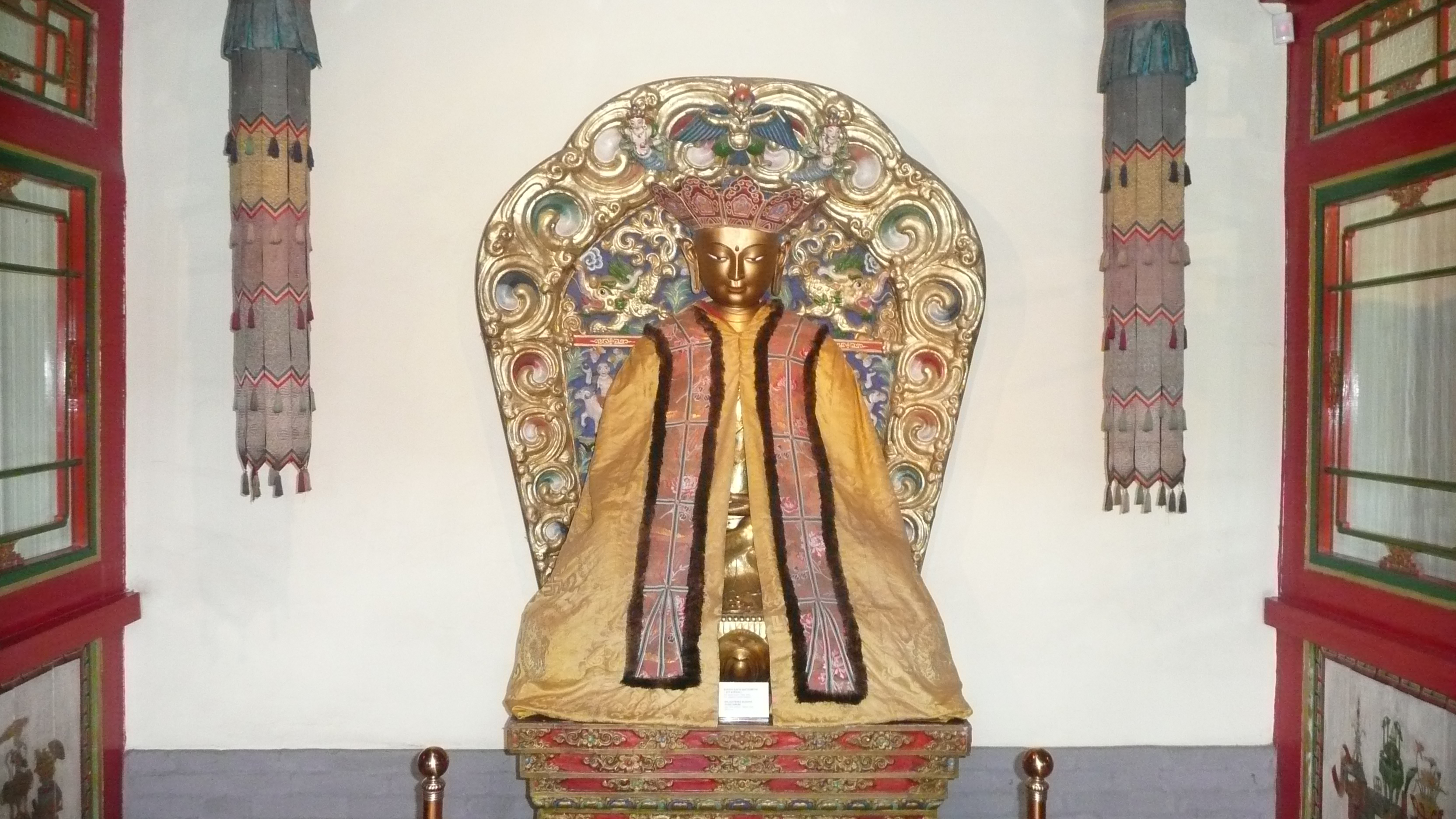
Statua Buddy